# Monte Emilius
O Monte Emilius é uma montanha dos Alpes Graios, na Itália (Vale de Aosta), com 3559 m de altitude.

## Classificação SOIUSA
Segundo a classificação SOIUSA, o monte Emilius pertence a:
- Grande parte: Alpes Ocidentais
- Grande sector: Alpes do Noroeste
- Secção: Alpes Graios
- Sub-secção: Alpes do Gran Paradiso
- Supergrupo: Cadeia Emilius-Tersiva
- Grupo: Gruppo Emilius
- Sub-grupo: Nó do Monte Emilius
- Código: I/B-7.IV-C.9.a